# Kirsten Fennis
Kirsten Fennis (11 mei 1990) is een Nederlandse zangeres, stemactrice en presentatrice.
Op achtjarige leeftijd was zij al te zien in de televisieserie ‘Zebra’ als Mandi en had ze solo's in ‘Kinderen voor Kinderen’. Fennis is al vanaf 1998 te horen als stemactrice op tv, radio, games en in bioscopen. Zo is zij onder andere de stem van Ginny Wemel in de Harry Potterfilms, Greta in Lars de kleine ijsbeer en Lola in De Tofu's.
In 2019/2020 deed Kirsten mee aan het tiende seizoen van The Voice Of Holland, en behaalde de knock-outs in team-Waylon. Zij was ook te zien in 'Soldaat van Oranje', 'Mamma Mia' en 'Jeans'. Kirsten Fennis was de eerste presentatrice van 'Lotto Live'.

## Filmografie (als stemactrice)
- 1998: TaleSpin als Molly Honingham (serie)
- 2000: Keizer Kuzco als Chica
- 2000: The Grinch als Cindy Loo Who
- 2000: Dinosaur (meerdere rollen)
- 2001: Barbie in De Notenkraker als Shelly en als pepermuntmeisje
- 2001: Rocket Power als Trish (tekenfilmserie)
- 2001: Harry Potter en de Steen der Wijzen als Ginny Wemel
- 2002: Harry Potter en de Geheime Kamer als Ginny Wemel
- 2002: Barbie als Rapunzel als Shelly en als prinses Katrina
- 2002: Tracy Beaker als Tracy Beaker
- 2003: Jungle Boek 2 als Shanti
- 2003: Barbie en het Zwanenmeer als Shelly
- 2003-2005: The Fairytaler als Verschillende personages (tekenfilmserie)
- 2004: De Tofu's als Lola Tofu (tekenfilmserie)
- 2004: Tupu als Tupu (tekenfilmserie)
- 2004: Harry Potter en de Gevangene van Azkaban als Ginny Wemel
- 2005: Harry Potter en de Vuurbeker als Ginny Wemel
- 2005: Danny Phantom als Jazz Phantom (animatieserie)
- 2005: Catscratch als Kimberly (tekenfilmserie)
- 2006: Kerst met Linus als Harriet
- 2006: Avatar: De Legende van Aang als Ty Lee en als Yue (animatieserie)
- 2006: Shuriken School als Ami Saeki (animatieserie)
- 2006: Team Galaxy als Yoko (tekenfilmserie)
- 2006: De Vervangers als Tasumi Tsujino
- 2007: Harry Potter en de Orde van de Feniks als Ginny Wemel
- 2007: Pokémon 8: Lucario en het Mysterie van Mew als Vrouwe Eilene
- 2007: Pokémon 9: Pokémon Ranger en de Tempel van de Zee als Lizabeth
- 2008: Tak en de kracht van Juju als Jeera (animatieserie)
- 2008: High School Musical 3: Senior Year als Tiara Gold
- 2009: Wizards of Waverly Place als Harper (tienersitcom)
- 2009: Wizards of Waverly Place: The Movie als Harper
- 2009: Harry Potter en de Halfbloed Prins als Ginny Wemel
- 2010: Harry Potter en de Relieken van de Dood deel 1 als Ginny Wemel
- 2010: Harriet the Spy: Blog Wars als Harriet M. Welsch
- 2010: Star Wars: The Clone Wars als Ahsoka Tano
- 2011: Harry Potter en de Relieken van de Dood deel 2 als Ginny Wemel
- 2012: Hotel 13 als Victoria von Lippstein (kindersoapserie)
- 2015 Sprookjesboom als Ginny
- 2016 Dora en Vrienden als Kate
- 2017 Paw Patrol als Ella
- 2017 Sunny Day als Lacey
- 2017 Monica chef als Monica
- 2018 Charming als Assepoester
- 2019 Spies in Disguise als Eyes (Ogen)
- 2019: Trolls als Chanelle
- 2019 Playmobil de film als Valera
- 2020 Lassie als Heleen
- 2020 Shaun het Schaap als zangeres
- 2020 Rocketeer als zangeres introsong
- 2020 Onward als Lipstick Pixie Duster
- 2020 Smallfoot als Brenda
- 2021 De Geheime Dienst Voor Magie als Waterheks
- 2021 Jongen, Meisje, Hond, Kat, Muis, Kaas als Meisje
- 2021 Trouble als zangeres
- 2021 Seal Team als Diving Dee
- 2022: Disenchanted als Ruby
- 2022 Ted en de magische smaragd - Sara
- 2023 Monster High als Nefera
- 2023 Droners als zangeres introsong
- 2024: The Boys als Firecracker